# Rosmossen
Rosmossen este o arie protejată (arie specială de conservare — SAC, sit de importanță comunitară — SCI) din Suedia întinsă pe o suprafață de 8,7 ha, integral pe uscat.

## Localizare
Centrul sitului Rosmossen este situat la coordonatele 59°11′36″N 16°35′31″E / 59.1934°N 16.5919°E.

## Înființare
Situl Rosmossen a fost declarat sit de importanță comunitară în aprilie 2003 pentru a proteja un număr necunoscut de specii din flora spontană și fauna sălbatică aflate în arealul zonei. Situl a fost protejat și ca arie specială de conservare în martie 2011.

## Biodiversitate
Situată în ecoregiunea boreală, aria protejată conține 1 habitat natural: Taiga vestică.
La baza desemnării sitului se află un număr nedeclarat de specii protejate.